# Вори, Игор
Игор Вори (хорв. Igor Vori; род. 20 сентября 1980 года, Загреб, Югославия) — бывший хорватский гандболист, капитан сборной Хорватии. Олимпийский чемпион 2004 года, чемпион мира 2003 года, призёр чемпионатов Европы. С 2018 года — помощник главного тренера сборной Хорватии.

## Карьера

### Клубная
В 2009 году Игор Вори пришёл в «Гамбург». С «Гамбургом» Вори выиграл чемпионат Германии в 2011 году, Лигу чемпионов ЕГФ в 2013 году,  кубок Германии в 2010 году.
В 2013 году Игор Вори заключил контракт с «Пари Сен-Жермен». За сезоны 2013-2016 Вори на всех турнирах играя за ПСЖ сыграл 89 матчей и забил 215 голов. В мае 2016 года Игор Вори заключил контракт с клубом «Загреб», в котором он выступал 7 лет назад. В 2018 году завершил игровую карьеру.

### В сборной
Игор Вори выступал за сборную Хорватии в 2003—2018 годах. За сборную Вори сыграл 240 матчей и забросил 587 мячей.

## Статистика
| Сезон     | Клуб            | Лига              | Матчи | Голы | 7-метр | Голы |
| --------- | --------------- | ----------------- | ----- | ---- | ------ | ---- |
| 2009/10   | Гамбург         | Бундеслига        | 34    | 105  | 0      | 105  |
| 2010/11   | Гамбург         | Бундеслига        | 34    | 127  | 0      | 127  |
| 2011/12   | Гамбург         | Бундеслига        | 34    | 104  | 0      | 104  |
| 2012/13   | Гамбург         | Бундеслига        | 34    | 105  | 0      | 105  |
| 2009–2013 | Итого           | Бундеслига        | 136   | 441  | 0      | 441  |
| 2013/14   | Пари Сен-Жермен | Чемпионат Франции | 25    | 58   | 0      | 58   |
| 2014/15   | Пари Сен-Жермен | Чемпионат Франции | 26    | 56   | 0      | 56   |
| 2015/16   | Пари Сен-Жермен | Чемпионат Франции | 24    | 51   | 0      | 51   |
| 2013–2016 | Итого           | Чемпионат Франции | 75    | 165  | 0      | 165  |